# Шангнак (Аљаска)
Шангнак (енгл. Shungnak) град је у америчкој савезној држави Аљаска.

## Демографија
По попису из 2010. године број становника је 262, што је 6 (2,3%) становника више него 2000. године.
| Група             | 2000.     | 2010.     |
| Белци             | 14 (5,5%) | 15 (5,7%) |
| Афроамериканци    | 0 (0,0%)  | 0 (0,0%)  |
| Азијати           | 0 (0,0%)  | 0 (0,0%)  |
| Хиспаноамериканци | 0 (0,0%)  | 1 (0,4%)  |
| Укупно            | 256       | 262       |